# Área de Conservação da Paisagem de Viitna
A Área de Conservação da Paisagem de Viitna é um parque natural situado no condado de Lääne-Viru, na Estónia.
A sua área é de 315 hectares.
A área protegida foi designada em 2014 para proteger os eskeres de Viitna, a sua biodiversidade e as áreas envolventes.